# Ordre des compagnons d'honneur
L'ordre des compagnons d'honneur (en anglais : Order of the Companions of Honour) est un ordre du Royaume-Uni et Commonwealth instauré le 4 juin 1917 par le roi George V. 

## Principe de l'ordre

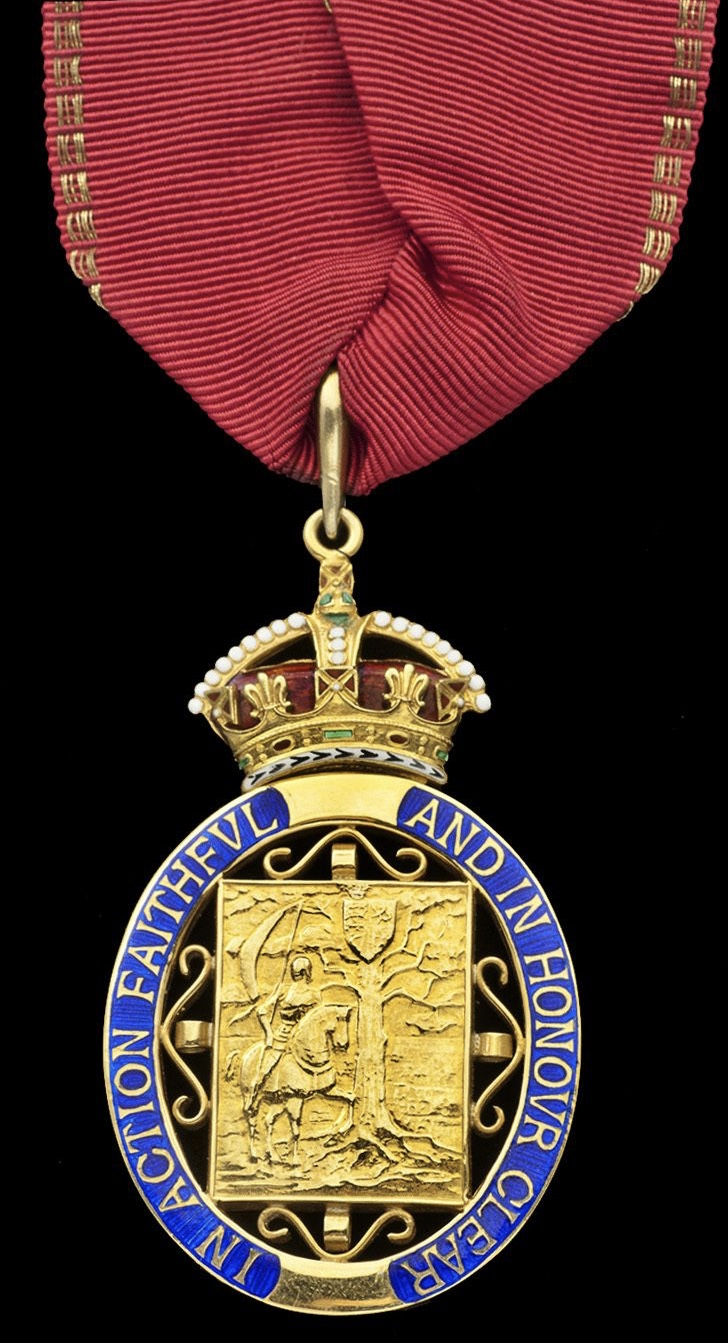
Ruban de l'ordre des compagnons d'honneur.

Il s'agit d'une récompense pour des services éminents rendus au pays, tant au Royaume-Uni que dans le Commonwealth, dans le domaine des arts, de la littérature, de la musique, des sciences, de la politique, de l'industrie ou de la religion. 
Elle ne donne pas droit au titre de Sir ou de Dame car elle n'entraîne pas l'anoblissement du ou de la récipiendaire. Les membres peuvent apposer les lettres C.H. après leur nom. La devise de l'ordre est « In action faithful and in honour clear » (« Fidélité sans faille et honneur sans tache »). L'insigne est portée en collier pour les hommes et en broche pour les femmes.
À la différence de l'ordre du Mérite, accordé par le monarque, cet ordre est attribué sur proposition du Premier ministre. Il ne comprend qu'une seule classe, celle de compagnon (Companion). Même s'il ne confère aucun titre ou aucune dignité, il est parmi les ordres les plus prisés du Royaume-Uni. Winston Churchill lui attachait une grande importance.
En 1943, le nombre des membres est passé de 50 à 65 vivants avec un système de quotas : 45 Britanniques, 7 Australiens, 2 Néo-Zélandais, ainsi que 11 places réservées aux autres pays du Commonwealth. Les étrangers peuvent se voir accorder la distinction, mais seulement à titre honorifique.

## Liste des membres actuels
En 2024, l'ordre comprend 62 membres, tandis que trois places sont laissées vacantes par la mort de leur titulaire, et un membre honorifique, :

### Membres titulaires
1. Lord Norman Tebbit (1987), homme politique
2. Lord Baker de Dorking (1992), homme politique
3. Lord King de Bridgwater (1992), homme politique
4. Dame Janet Baker (1993), chanteuse d'opéra
5. Lord Owen (1994), homme politique
6. Sir David Attenborough (1995), naturaliste
7. Lord Hurd de Westwell (1995), homme politique
8. David Hockney (1997), artiste
9. Lord Heseltine (1997), homme politique
10. Lord Patten de Barnes (1997), homme politique
11. Peter Brook (1998), réalisateur
12. Sir John Major (1998), homme politique
13. Bridget Riley (1998), artiste
14. John de Chastelain (1998), diplomate
15. Sir Harrison Birtwistle (2000), compositeur
16. Dan McKenzie (2003), professeur
17. Lord Hannay de Chiswick (2003), diplomate
18. Dame Judi Dench (2005), actrice
19. Sir Ian McKellen (2007), acteur
20. Lord Rogers de Riverside (2008), architecte
21. Lord Howard de Lympne (2011), homme politique
22. Lord Young de Cookham (2012), homme politique
23. Lord Coe (2012), homme politique
24. Peter Higgs (2012), physicien
25. Lord Strathclyde (2013), homme politique
26. Lord Campbell de Pittenweem (2013), homme politique
27. Sir Nicholas Serota (2013), curateur
28. Baronne O'Neill de Bengarve (2013), philosophe
29. Dame Maggie Smith (2014), actrice
30. Lord Clarke de Nottingham (2014), homme politique
31. Lady Mary Peters (2015), athlète
32. Lord Woolf (2015), juge
33. Sir Roy Strong (2016), historien de l'art
34. Lord Smith de Kelvin (2016), homme d'affaires
35. Baronne Amos (2016), diplomate
36. George Osborne (2016), homme politique
37. Sir Richard Eyre (2016), réalisateur
38. Dame Evelyn Glennie (2016), musicienne
39. Sir Alec Jeffreys (2016), généticien
40. Sir Mark Elder (2017), chef d'orchestre
41. Sir Paul McCartney (2017), chanteur
42. J. K. Rowling (2017), autrice
43. Dame Stephanie Shirley (2017), femme d'affaires
44. Delia Smith (2017), chef
45. Lord Stern de Brentford (2017), homme politique
46. Lord Bragg (2017), éditorialiste
47. Lady Antonia Fraser (2017), auteur
48. Margaret MacMillan (2017), professeur
49. Richard Henderson (2018), biologiste
50. Dame Kiri Te Kanawa (2018), chanteuse d'opéra
51. Margaret Atwood (2018), auteur
52. Lord McLoughlin (2019), homme politique
53. Sir Elton John (2019), chanteur
54. Sir Keith Thomas (2019), historien
55. Sir Paul Smith (2020), styliste
56. Sir David Chipperfield (2020), architecte
57. Paul Nurse (2022), généticien
58. Frank Field (2022), homme politique
59. Bill Cash (2023), homme politique
60. Dame Shirley Bassey (2024), chanteuse
61. Catherine Middleton (2024), Princesse de Galles
62. Anna Wintour (2025), Rédactrice-en-Chef Vogue US

### Membres honorifiques
1. Amartya Sen (2000), économiste